# Kanton Göllheim
Der Kanton Göllheim (franz.: Canton de Göllheim, auch Canton de Gœllheim) war eine von acht Verwaltungseinheiten, in die sich das Arrondissement Kaiserslautern (franz.: Arrondissement de Kayserslautern) im Departement Donnersberg (franz.: Département du Mont-Tonnerre) gliederte. Der Kanton war in den Jahren 1798 bis 1814 Teil der Ersten Französischen Republik (1798–1804) und des Ersten Französischen Kaiserreichs (1804–1814). Hauptort (chef-lieu) und Verwaltungssitz war Göllheim.
Nachdem die Pfalz 1816 zum Königreich Bayern gekommen war, wurden die Kantone, teilweise mit geändertem Gebietsstand, zunächst beibehalten und waren Teile der Verwaltungsstruktur bis 1852.
Das Verwaltungsgebiet des Kantons Göllheim lag annähernd vollständig im heutigen Donnersbergkreis, eine Gemeinde lag im heutigen Landkreis Bad Dürkheim in Rheinland-Pfalz.

## Gemeinden und Mairies
Nach amtlichen Tabellen aus den Jahren 1798 und 1811 gehörten zum Kanton Göllheim folgende Gemeinden, die verwaltungsmäßig Mairies zugeteilt waren (Ortsnamen in der damaligen Schreibweise); die Einwohnerzahlen (Spalte „EW 1815“) sind einer Statistik von 1815 entnommen; die Spalte „vor 1792 zugehörig“ nennt die landesherrliche Zugehörigkeit vor der französischen Inbesitznahme.
| Gemeinde             | Mairie      | EW 1815 | vor 1792 zugehörig        | Anmerkungen                               |
| -------------------- | ----------- | ------- | ------------------------- | ----------------------------------------- |
| Bubenheim            | Ottersheim  | 233     | Kurpfalz                  |                                           |
| Dreysen              | Dreysen     | 545     | Nassau-Weilburg           | heute Dreisen                             |
| Eisenberg            | Eisenberg   | 634     | Nassau-Weilburg           |                                           |
| Göllheim             | Göllheim    | 1.137   | Nassau-Weilburg           |                                           |
| Harxheim             | Harxheim    | 453     | Kurpfalz                  | seit 1975 Ortsteil der Gemeinde Zellertal |
| Immesheim            | Ottersheim  | 124     | Kurpfalz                  |                                           |
| Kertzenheim          | Kertzenheim | 653     | Nassau-Weilburg           | heute Kerzenheim                          |
| Lautersheim          | Kertzenheim | 299     | Leiningen-Westerburg      |                                           |
| Ottersheim           | Ottersheim  | 161     | Kurpfalz                  |                                           |
| Ramsen               | Ramsen      | 546     | Nassau-Weilburg           |                                           |
| Rodenbach            | Kertzenheim | 191     | Kurpfalz                  | seit 1969 Ortsteil von Ebertsheim         |
| Rübenbüdesheim       | Ottersheim  | 290     | Leiningen-Dagsburg        | heute Biedesheim                          |
| Rüssingen            | Göllheim    | 280     | Nassau-Weilburg           |                                           |
| Standebuhl           | Dreysen     | 301     | Kurpfalz                  | heute Standenbühl                         |
| Stauff               | Ramsen      | 175     | Nassau-Weilburg           | seit 1962 Stadtteil von Eisenberg (Stauf) |
| Weitersweiler        | Dreysen     | 336     | Freiherr von Weiboldsdorf |                                           |
| Zell und Niefernheim | Harxheim    | 534     | Kurpfalz                  | seit 1975 Ortsteile von Zellertal         |

## Geschichte
Vor der Annexion des Linken Rheinufers in den französischen Revolutionskriegen (1794) gehörten die Ortschaften im 1798 eingerichteten Verwaltungsbezirk des Kantons Göllheim überwiegend zur Kurpfalz und zum Fürstentum Nassau-Weilburg, zwei Dörfer gehörten den Leiningern und ein Dorf war reichsritterschaftlich.
Von der französischen Direktorialregierung wurde 1798 die Verwaltung des Linken Rheinufers nach französischem Vorbild reorganisiert und damit u. a. eine Einteilung in Kantone übernommen. Die Kantone waren zugleich Friedensgerichtsbezirke. Der Kanton Göllheim gehörte zum Arrondissement Kaiserslautern im Departement Donnersberg. Der Kanton gliederte sich in 17 Gemeinden, die von sieben Mairies verwaltet wurden.
Nachdem im Januar 1814 die Alliierten das Linke Rheinufer wieder in Besitz gebracht hatten, wurde im Februar 1814 das Departement Donnersberg und damit auch der Kanton Göllheim Teil des provisorischen Generalgouvernements Mittelrhein. Nach dem Pariser Frieden vom Mai 1814 wurde dieses Generalgouvernement im Juni 1814 aufgeteilt, das Departement Donnersberg wurde der neu gebildeten Gemeinschaftlichen Landes-Administrations-Kommission zugeordnet, die unter der Verwaltung von Österreich und Bayern stand.

## Bayerischer Kanton Göllheim
Aufgrund der auf dem Wiener Kongress getroffenen Vereinbarungen kam das Gebiet im Juni 1815 zu Österreich. Die gemeinschaftliche österreichisch-bayerische Verwaltung wurde vorerst beibehalten. Am 14. April 1816 wurde zwischen Österreich und Bayern ein Staatsvertrag geschlossen, in dem ein Austausch verschiedener Staatsgebiete vereinbart wurde. Hierbei wurden die linksrheinischen österreichischen Gebiete zum 1. Mai 1816 an das Königreich Bayern abgetreten.
Der bayerische Kanton Göllheim gehörte im neu geschaffenen Rheinkreis zunächst zur Kreisdirektion Kaiserslautern. Nach der Untergliederung des Rheinkreises in Landkommissariate (1818) gehörte der Kanton Göllheim zum Landkommissariat Kirchheim.
Zum bayerischen Kanton Göllheim gehörten nach 1817 insgesamt 18 Gemeinden:
| - Bubenheim - Biedesheim - Dreisen - Eisenberg - Göllheim - Harxheim | - Immesheim - Kerzenheim - Lautersheim - Niefernheim - Ottersheim - Ramsen | - Rodenbach - Rüssingen - Standenbühl - Stauf - Weitersweiler - Zell |

In einer 1836 erstellten Statistik wurden im Kanton Göllheim 9.973 Einwohner gezählt, davon waren 3.400 Katholiken, 5.978 Protestanten, 270 Mennoniten und 325 Juden.
Im Jahr 1852 wurde der Kanton Göllheim, so wie alle Kantone in der Pfalz, in eine Distriktsgemeinde umgewandelt.